# Melchiorre Grodecký
Melchiorre Grodecký (Český Těšín, 1584 circa – Košice, 7 settembre 1619) è stato un presbitero gesuita ceco.
Fu ucciso dai soldati calvinisti del principe di Transilvania insieme con i confratelli Marco Križevčanin e Stefano Pongrácz; è stato dichiarato martire, beatificato nel 1905 e proclamato santo da papa Giovanni Paolo II il 2 luglio 1995 a Košice, durante un pellegrinaggio apostolico in Slovacchia.
Il suo elogio si legge nel Martirologio romano al 7 settembre.